# Świątniki Górne (gmina)
Świątniki Górne – gmina miejsko-wiejska w województwie małopolskim, w powiecie krakowskim. W latach 1975–1998 gmina położona była w województwie krakowskim.
Siedziba gminy to Świątniki Górne.
Według danych z 30 czerwca 2004 gminę zamieszkiwały 8562 osoby.
Jednym z wójtów gminy była Izabela Lewandowska-Malec.

## Zabytki
Obiekty wpisane do rejestru zabytków nieruchomych województwa małopolskiego:
- Świątniki Górne – kościół pw. św. Stanisława Biskupa i Męczennika wraz z otoczeniem;
- Ochojno – zabytkowy dom rodziny Urbanowiczów wraz z pomnikiem nagrobnym i ogrodem.

## Struktura powierzchni
Według danych z roku 2002 gmina Świątniki Górne ma obszar 20,17 km², w tym:
- użytki rolne: 73%
- użytki leśne: 15%

Gmina stanowi 1,64% powierzchni powiatu.

## Demografia
Dane z 30 czerwca 2004:
| Opis                              | Ogółem | Ogółem | Kobiety | Kobiety | Mężczyźni | Mężczyźni |
| --------------------------------- | ------ | ------ | ------- | ------- | --------- | --------- |
| Jednostka                         | osób   | %      | osób    | %       | osób      | %         |
| Populacja                         | 8562   | 100    | 4350    | 50,8    | 4212      | 49,2      |
| Gęstość zaludnienia [mieszk./km²] | 424,5  | 424,5  | 215,7   | 215,7   | 208,8     | 208,8     |

Trzynasta pod względem liczby mieszkańców gmina, na 17 gmin powiatu krakowskiego.

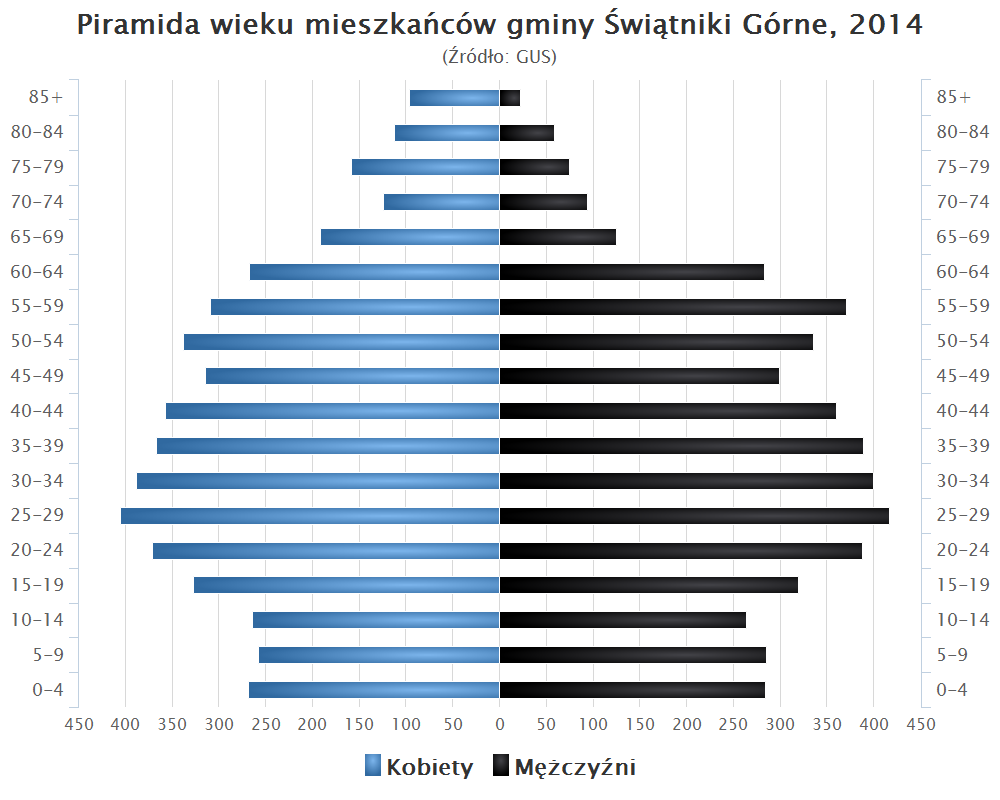
Piramida wieku mieszkańców gminy Świątniki Górne w 2014 roku

## Historia
Gmina zbiorowa Świątniki Górne została utworzona 1 sierpnia 1934 roku w powiecie krakowskim w woj. krakowskim z dotychczasowych jednostkowych gmin wiejskich: Chorowice, Konary, Mogilany, Ochojno, Olszowice, Rzeszotary, Świątniki Górne, Włosań i Wrząsowice.
1 czerwca 1941, podczas okupacji hitlerowskiej, gminę Świątniki Górne zniesiono, a z jej obszaru utworzono gminę Mogilany (podbudowaną także o gromadę Gaj oraz przejściowo gromady Krzywaczka i Głogoczów); јеdynie gromadę Wrząsowice włączono do nowo utworzonej gminy Swoszowice.
Po wojnie władze polskie zniosły gminę Mogilany, a w jej w miejsce odtworzyły gminę Świątniki Górne w powiecie krakowskim w woj. krakowskim w składzie spod okupacji z gromadą Gaj, lecz bez gromady Wrząsowice, która pozostała w utworzonej podczas wojny gminy Swoszowice oraz bez gromad Krzywaczka i Głogoczów, które powróciły do reaktywowanych gmin Sułkowice i Myślenice w reaktywowanym powiecie myślenickim. 1 listopada 1946 z części obszaru gromady Gaj w gminie Świątniki Górne utworzono nową gromadę Brzyczyna Dolna. I tak według stanu z 1 lipca 1952 gmina Świątniki Górne składała się z 10 gromad: Brzyczyna Dolna, Chorowice, Gaj, Konary, Mogilany, Ochojno, Olszowice, Rzeszotary, Świątniki Górne i Włosań. Gminę Świątniki Górne zniesiono jesienią 1954 roku wraz z reformą wprowadzającą gromady w miejsce gmin.
Reaktywowano ją dopiero 1 stycznia 1973 w składzie: Ochojno, Olszowice, Rzeszotary, Świątniki Górne, Wrząsowice i Zbydniowice. 1 stycznia 1986 Zbydniowice włączono do Krakowa. 1 stycznia 1997 Świątniki Górne otrzymały status miasta, a gmina stała się gminą miejsko-wiejską.

## Miejscowości na terenie gminy
W skład gminy wchodzi miasto Świątniki Górne, oraz sołectwa: Ochojno, Olszowice, Rzeszotary, Wrząsowice.

## Sąsiednie gminy
Kraków, Mogilany, Siepraw, Wieliczka.